# Médaille Moran
Pour les articles homonymes, voir Moran.
La médaille Moran est une distinction en sciences statistiques, qui est décerné tous les deux ans par l'Académie australienne des sciences afin de reconnaître l'excellence de la recherche par des scientifiques australiens de moins de 40 ans dans les domaines de la probabilité appliquée, la biométrie, la génétique mathématique, la psychométrie et la statistique.
Cette médaille commémore le travail du défunt Patrick Moran (1917–1988), pour ses travaux en probabilités.

## Lauréats
- 2021 : Christopher Drovandi (Université de technologie du Queensland) et Janice Scealy (université nationale australienne)[1].
- 2019 : Kim-Anh Lê Cao et Stephen Leslie (université de Melbourne)[2]
- 2017 : Joshua Ross (université d'Adélaïde), probabilités appliquées et statistique[3]
- 2015 : Jean Yang (université de Sydney) méthodologie statistique[4]
- 2013 : Aurore Delaigle (université de Melbourne), statistique[5]
- 2011 : Scott Sisson et Mark Tanaka (université de Nouvelle-Galles du Sud), statistique[6]
- 2009 : Melanie Bahlo (Institut Walter et Eliza Hall), statistique[7]
- 2007 : Rob Hyndman (université Monash), plusieurs domaines des statistiques[8]
- 2005 : Mark W. Blows (université du Queensland), génétique quantitative
- 2003 : Nigel G. Bean (université d'Adélaïde , probabilités appliquées[9]
- 2001 : Aihua Xia , université de Melbourne , probabilités appliquées
- 1997 : Matthew P. Wand (université de Wollongong, Statistique[10]
- 1993 : Philip K. Pollett (université du Queensland), probabilités appliquées[11]
- 1990 : Alan H. Welsh (université nationale australienne).